# کوسووسکا کامنیتسا
کوسووسکا کامنیتسا (به صربی: Kamenica) یک شهرستان در کوزوو است که در Gjilan District واقع شده‌است. کوسووسکا کامنیتسا ۴۷۰ متر بالاتر از سطح دریا واقع شده‌است.